# Boca Raton Bowl 2020
Match précédent Match suivant
Le Boca Raton Bowl 2020 est un match de football américain de niveau universitaire joué après la saison régulière 2020, le 22 décembre 2020 au FAU Stadium de Boca Raton dans l'État du Floride aux États-Unis.
Il s'agit de la 7e édition du Boca Raton Bowl.
Le match met en présence l'équipe des Knights d'UCF issue de la American Athletic Conference et l'équipe indépendante des #16 Cougars de BYU.
Il débute à 19 heures locales et est retransmis à la télévision par ESPN.
Sponsorisé par la société RoofClaim.com, le match est officiellement dénommé le 2020 RoofClaim.com Boca Raton Bowl.
BYU gagne le match sur le score de 49 à 23.

## Présentation du match
| Équipes                                                         | Conférences | Entraîneurs        | Stats. saison rég. | Classements avant le bowl | Classements avant le bowl | Classements avant le bowl |
| --------------------------------------------------------------- | ----------- | ------------------ | ------------------ | ------------------------- | ------------------------- | ------------------------- |
| Équipes                                                         | Conférences | Entraîneurs        | Stats. saison rég. | CFP                       | AP                        | Coaches                   |
| Knights d'UCF                                                   | AAC         | Josh Heupel (en)   | 6 - 3              | NC                        | NC                        | NC                        |
| Cougars de BYU                                                  | Ind.        | Kalani Sitake (en) | 10- 1              | #16                       | #13                       | #15                       |
| - Équipe donnée favorite par les bookmakers : BYU par 4½ points |             |                    |                    |                           |                           |                           |

Il s'agit de la 3e première rencontre entre ces deux équipes :
| Saison | Date              | Vainqueur | Score   | Perdant | Compétition      |
| ------ | ----------------- | --------- | ------- | ------- | ---------------- |
| 2014   | 9 octobre 2014    | UCF       | 31 - 24 | BYU     | Saison régulière |
| 2011   | 29 septembre 2014 | BYU       | 24 - 17 | UCF     | Saison régulière |

### Knights d'UCF
Avec un bilan global en saison régulière de 6 victoires et 3 défaites (5-3 en matchs de conférence), UCF est éligible et accepte le 7 décembre 2020 l'invitation pour participer au Boca Raton Bowl de 2020.
Ils terminent 4e de l'American Athletic Conference derrière #8 Cincinnati, #24 Tulsa et Memphis.
À l'issue de la saison 2020, ils n'apparaissent pas dans les classements CFP, AP et Coaches.
C'est leur première apparition au Boca Raton Bowl.
| Postes      | Joueurs             | Statistiques                                                                                              |
| ----------- | ------------------- | --- |
| Quarterback | Dillon Gabriel (en) | 227/368 passes réussies pour 3 353 yards, 30 TDs, 4 interceptions, 22 sacks subis, évaluation QB de 162,9 |
| Coureur     | Greg McCrae         | 131 courses pour 681 yards nets gagnés et 9 TDs                                                           |
| Receveur    | Marlon Williams     | 71 réceptions pour 1 039 yards et 10 TDs                                                                  |

### Cougars de BYU
Avec un bilan global en saison régulière de dix victoires et une défaite (en matchs de conférence), BYU est éligible et accepte le 14 décembre 2020 l'invitation pour participer au Boca Raton Bowl de 2020.
Ils n'ont été battu qu'en déplacement chez les #24 de Coastal Carolina le 5 décembre 2020 sur le score de 17-22.
À l'issue de la saison 2020 (bowl non compris), ils seront classés #16 au classement CFP, #13 au classement AP et #15 au classement Coaches.
C'est leur première apparition au Boca Raton Bowl.
| Postes      | Joueurs        | Statistiques                                                                                              |
| ----------- | -------------- | --- |
| Quarterback | Zach Wilson    | 221/302 passes réussies pour 3 267 yards, 30 TDs, 3 interceptions, 10 sacks subis, évaluation QB de 194,8 |
| Coureur     | Tyler Allgeier | 131 courses pour 957 yards nets gagnés et 12 TDs                                                          |
| Receveur    | Dax Milne      | 63 réceptions pour 1 118 yards et 8 TDs                                                                   |